# Cincinnatus
Lucius Quinctius Cincinnatus (n. 519 î.Hr. – d. anii 430 î.Hr., Republica Romană) a fost un patrician roman, consul, general și mai târziu dictator pentru o scurtă perioadă din ordinul senatului. Cato cel Bătrân și alți republicani romani au făcut din el un arhetip al corectitudinii, cinstei, integrității și altor virtuți romane, precum lipsa de ambiție personală, virtuți pe care a știut să le combine cu o capacitate strategică militară și legislativă notabilă.
A fost patrician, s-a împotrivit tribunatului plebei și oricărei legi scrise. Se retrăsese în moșia sa dezgustat, refuzând să intervină în politică, pentru că fiul său Cezus fusese exilat pentru că folosea un limbaj violent împotriva tribunilor. Numele lui înseamnă „păr creț”.

## Prima dictatură
A fost chemat de Senat în 460 î.Hr., în calitate de consul suffectus, la moartea consulului interimar, Publius Valerio Publícola, să medieze într-o dispută între tribuni și plebei cu privire la Legea Terentilia Arsa, după care a revenit la ocupația sa agricolă.
Doi ani mai târziu, în 458 î.Hr., a fost chemat din nou de Senat pentru a salva armata romană și Roma de invazia aequilor și volscilor, pentru care i-au acordat puteri absolute și l-au numit dictator. Se spune că Cincinnatus era cu mâinile pe plug când i s-a trimis cererea. După ce a obținut victoria asupra invadatorilor în șaisprezece zile, a respins toate onorurile. Romanii s-au angajat într-un război periculos împotriva unui popor vecin, Aequi. Au urmat o veste proastă: unul dintre consuli era considerat incompetent militar. Disperați, romanii au văzut o singură soluție: concentrarea tuturor puterilor în mâinile unui singur om. Și l-au ales pe Cincinnatus, un patrician care a devenit celebru în postul de consul pentru curajul și talentul său politic. Când trimișii senatului au ajuns la micuța fermă pe care Cincinnatus o deținea de cealaltă parte a Tibrului pentru a-l informa de rezultatul votului, fostul consul își ara ogorul. A doua zi dimineață a apărut în Forum purtând o togă de dictator cu chenar violet și a chemat la arme pe toți romanii, pe toți cetățenii. I-a format în legiuni și a condus trupele. La miezul nopții, armata romană a ajuns în tabăra Aequi și, la adăpostul întunericului, a înconjurat inamicul și a ridicat o palisadă de-a lungul liniilor lor. Cu munca aproape terminată, Cincinnatus le-a ordonat oamenilor săi să lanseze strigăte de război. Romanii au lansat atacul; iar ecuii, prinși între două incendii, au cerut pace. Cincinnatus le-a permis să fie eliberați cu condiția să-și predea armele și să-și predea liderii romanilor. Odată misiunea sa îndeplinită, dictatorul și-a scos toga cu franjuri violet după doar șase zile și, deși încă mai putea prelungi puterea timp de șase luni, s-a întors la plug. De acum încolo, Cincinnatus a fost un simbol al spiritului civic al romanilor.

## A doua dictatură
În 439 î.Hr., și-a părăsit din nou pensionarea la chemarea consulului Titus Quinctius Capitolinus Barbatus. La vârsta de optzeci de ani, a fost numit dictator pentru a doua oară pentru a se opune presupuselor mașinațiuni ale lui Espurius Melius, care a încercat o lovitură de stat în 439 (sau cel puțin a fost acuzat de aceasta). Un om foarte bogat, întrucât Roma era afectată de foame, a crezut că poate prelua controlul datorită averii sale. Situația era atât de disperată încât, potrivit lui Titus Livius, mulți s-au aruncat în Tibru pentru a-și curma suferințele. Atunci Melius a cumpărat o mulțime de grâu de la etrusci și l-a împărțit printre oamenii flămânzi. El a împărțit grâu plebei, iar mulțimea l-a urmat pretutindeni, sedusă de daruri, promițându-i oficial consulatul pentru favorurile și promisiunile sale. Bineînțeles, Melius își dorea să preia puterea, iar autoritățile au obținut curând dovezi ale vinovăției sale. S-a aflat că Melius a depozitat arme în casa lui, că a ținut întâlniri secrete, că a făcut planuri de distrugere a Republicii și a mituit tribunii poporului. Libertatea Romei a fost pusă în pericol și amenințată și s-a considerat că numai un dictator o poate salva. Cincinnatus a fost chemat din nou. Avea atunci optzeci de ani, dar vigoarea sa fizică și intelectuală era încă intactă. L-a trimis pe Gaius Servilius Ahala (șeful cavaleriei, magister equitum) să-l informeze pe Melius că dictatorul îl cheamă. Melius a înțeles că această somație era suspectă și a fugit cerând protecție oamenilor. Dar Servilius l-a oprit și l-a omorât. Ulterior, i-a povestit evenimentele lui Cincinnatus și i-a spus: "Caius Servilius, mulțumesc pentru curaj! Statul a fost salvat!"

## Cultura populară
În amintirea sa, George Washington și mai mulți ofițeri care au servit în Revoluția Americană au înființat Societatea Cincinnati, iar orașul Cincinnati din statul Ohio, a primit acest nume în onoarea societății, în 1790.